# Prix du Bourbonnais - Amérique Races Qualif 2
Groupe II
Le Prix d'Amérique Races Qualif #2 Prix du Bourbonnais, Prix du Bourbonnais avant 2016, Grand Prix du Bourbonnais de 2016 à 2019, est une course hippique de trot attelé se déroulant au mois de décembre sur l'hippodrome de Vincennes.
C'est une course de Groupe II internationale réservée aux chevaux de 4 à 10 ans, hongres exclus, ayant gagné au moins 130 000 €.
Elle se court sur la distance de 2 850 mètres (grande piste), départ volté. L'allocation s'élève à 120 000 €, dont 54 000 € pour le vainqueur.
Elle est la deuxième des quatre « B », c’est-à-dire des quatre courses préparatoires et qualificatives donnant aux trois premiers de chacune de ces épreuves une qualification automatique au Prix d'Amérique Legend Race : Prix de Bretagne - Amérique Races Qualif 1, Prix du Bourbonnais Amérique Races Qualif 2, Prix de Bourgogne - Amérique Races Qualif 5 et Prix de Belgique - Amérique Races Qualif 6. Ces quatre épreuves permettent également aux trois premiers d'être automatiquement qualifiés pour le Prix de France Speed Race et le Prix de Paris Marathon Race.
Autres épreuves qualificatives au Prix d'Amérique Legend Race, ainsi qu'au Prix de France Speed Race et au Prix de Paris Marathon Race avec qualification directe uniquement pour le vainqueur : le Critérium continental - Amérique Races Qualif 3, Groupe I réservé aux trotteurs de 4 ans, et le Prix Ténor de Baune Qualif 4, Groupe I réservé aux trotteurs de 5 ans.
Depuis 2020, cette course fait partie des Amérique Races, neuf rencontres composées de six épreuves qualificatives (Prix de Bretagne Qualif 1, Prix du Bourbonnais Qualif 2, Critérium continental Qualif 3, Prix Ténor de Baune Qualif 4, Prix de Bourgogne Qualif 2 et Prix de Belgique Qualif 6) puis de trois courses au sommet : la « Legend Race », la « Speed Race » et la « Marathon Race ». En 2023, la compétition est renommée Amérique Races PMU et la course est intitulée Prix du Bourbonnais - Amérique Races PMU Q#2.

## Palmarès depuis 1960
| Année | Vainqueur          | Pays   | Père             | Driver                | Entraîneur             | Deuxième           | Troisième          | Distance | Réd.km |
| ----- | ------------------ | ------ | ---------------- | --------------------- | ---------------------- | ------------------ | ------------------ | -------- | ------ |
| 2024  | Josh Power         | France | Offshore Dream   | Éric Raffin           | Sébastien Ernault      | Émeraude de Bais   | Hokkaïdo Jiel      | 2 850 m  | 1'11"5 |
| 2023  | San Moteur         | Suède  | Panne de Moteur  | Björn Goop            | Björn Goop             | Izoard Védaquais   | Gu d'Héripré       | 2 850 m  | 1'12"  |
| 2022  | Hooker Berry       | France | Booster Winner   | Nicolas Bazire        | Jean-Michel Bazire     | Hussard du Landret | Étonnant           | 2 850 m  | 1'12"9 |
| 2021  | Étonnant           | France | Timoko           | Anthony Barrier       | Richard Westerink      | Face Time Bourbon  | Rebella Matters    | 2 850 m  | 1'11"4 |
| 2020  | Face Time Bourbon  | France | Ready Cash       | Björn Goop            | Sébastien Guarato      | Victor Ferm        | Moni Viking        | 2 850 m  | 1'13"8 |
| 2019  | Délia du Pommereux | France | Niky             | Franck Nivard         | Sylvain Roger          | Bold Eagle         | Billie de Montfort | 2 850 m  | 1'13"1 |
| 2018  | Délia du Pommereux | France | Niky             | Damien Bonne          | Sylvain Roger          | Bélina Josselyn    | Bird Parker        | 2 850 m  | 1'13"  |
| 2017  | Bird Parker        | France | Ready Cash       | Jean-Philippe Monclin | Philippe Allaire       | Bold Eagle         | Ringostarr Treb    | 2 850 m  | 1'12"4 |
| 2016  | Bold Eagle         | France | Ready Cash       | Franck Nivard         | Sébastien Guarato      | Lionel             | Voltigeur de Myrt  | 2 850 m  | 1'12"7 |
| 2015  | Un Mec d'Héripré   | France | Orlando Vici     | Franck Nivard         | Fabrice Souloy         | Moses Rob          | Village Mystic     | 2 850 m  | 1'14"7 |
| 2014  | Texas Charm        | France | Cygnus d'Odyssée | Julien Dubois         | Philippe Moulin        | Ulhan du Val       | Solvato            | 2 850 m  | 1'14"9 |
| 2013  | Triode de Fellière | France | Derby du Gîte    | Anthony Barrier       | Jean-Paul Marmion      | Ulhan du Val       | Soleil du Fossé    | 2 850 m  | 1'14"6 |
| 2012  | Ready Cash         | France | Indy de Vive     | Franck Nivard         | Thierry Duvaldestin    | Royal Dream        | Qwerty             | 2 875 m  | 1'12"9 |
| 2011  | Ready Cash         | France | Indy de Vive     | Franck Nivard         | Thierry Duvaldestin    | Severino           | Roxanne Griff      | 2 875 m  | 1'12"5 |
| 2010  | Private Love       | France | Goetmals Wood    | Matthieu Abrivard     | Fabrice Souloy         | Qwerty             | Nuit Torride       | 2 850 m  | 1'14"5 |
| 2009  | Quarla             | France | Extreme Dream    | Franck Nivard         | Claude Campain         | Oyonnax            | Paris Haufor       | 2 850 m  | 1'13"7 |
| 2008  | Magnificent Rodney | France | Coktail Jet      | Éric Raffin           | Ulf Nordin             | Olga du Biwetz     | Giuseppe Bi        | 2 850 m  | 1'14"1 |
| 2007  | Nouba du Saptel    | France | Canada           | Pascal-André Geslin   | Pascal-André Geslin    | Exploit Caf        | Lontzac            | 2 850 m  | 1'14"7 |
| 2006  | Super Light        | Suède  | Super Arnie      | Jörgen Westolm        | Jörgen Westolm         | Niky               | Ladakh Jiel        | 2 850 m  | 1'13"9 |
| 2005  | Mara Bourbon       | France | And Arifant      | Jean-Pierre Dubois    | Jean-Pierre Dubois     |                    | Kazire de Guez     | 2 875 m  | 1'13"3 |
| 2005  | Super Light        | Suède  | Super Arnie      | Jörgen Westolm        | Jörgen Westolm         | 2 850 m            | Kazire de Guez     | 1'13"9   |        |
| 2004  | Jag de Bellouet    | France | Viking's Way     | Christophe Gallier    | Christophe Gallier     | Jaminska           | Ilster d'Espien    | 2 725 m  | 1'14"  |
| 2003  | Holographie        | France | Urane Sautonne   | Antoine-Paul Bézier   | Antoine-Paul Bézier    | Joyau d'Amour      | Jeanbat du Vivier  | 2 700 m  | 1'15"2 |
| 2002  | Flambeau des Pins  | France | Quiton du Coral  | Mathieu Fribault      | Mathieu Fribault       | Jirella            | Grassano           | 2 700 m  | 1'14"4 |
| 2001  | Insert Gédé        | France | Jet du Vivier    | Yves Dreux            | Jean-Luc Bigeon        | Grâce Ducal        | Ipson de Mormal    | 2 700 m  | 1'14"7 |
| 2000  | Fiesta d'Anjou     | France | Urfist des Prés  | Jean-Michel Bazire    | Jean-Michel Bazire     | Gios de Jiel       | Fan Idole          | 2 700 m  | 1'15"1 |
| 1999  | Fiesta d'Anjou     | France | Urfist des Prés  | Jean-Michel Bazire    | Jean-Michel Bazire     | Giant Cat          | Draga              | 2 700 m  | 1'15"  |
| 1998  | Capitole           | France | Passionnant      | Michel Lenoir         | Michel Lenoir          | Ezira Josselyn     | Florilège          | 2 725 m  | 1'15"6 |
| 1997  | Balou Boy          | France | Moscantido       | Yves Dreux            | Yves Dreux             | Capitole           | Écho               | 2 700 m  | 1'15"5 |
| 1996  | Balou Boy          | France | Moscantido       | Yves Dreux            | Yves Dreux             | Capriccio          | Volcan du Chêne    | 2 700 m  | 1'16"  |
| 1995  | Dahir de Prélong   | France | Fakir du Vivier  | Bertrand Lefèvre      | Bertrand Lefèvre       | Balou Boy          | Cèdre du Vivier    | 2 700 m  | 1'15"2 |
| 1994  | Abo Volo           | France | Lurabo           | Paul Viel             | Paul Viel              | Blue Eyes America  | Bleuet de Crépon   | 2 700 m  | 1'16"2 |
| 1993  | Arnaqueur          | France | Fakir du Vivier  | Karim Hawas           | Ali Hawas              | Buvetier d'Aunou   | Blue Dream         | 2 700 m  | 1'15"9 |
| 1992  | Sea Cove           | Canada | Bonefish         | Jos Verbeeck          | Harald Grandel         | Strabo             | Ufland             | 2 650 m  | 1'16"4 |
| 1991  | Ultra Ducal        | France | Buffet II        | Paul Viel             | Paul Viel              | Ufland             | Sébrazac           | 2 675 m  | 1'16"1 |
| 1990  | Sancho Pança       | France | Chambon P        | Joël Hallais          | Joël Hallais           | Poroto             | Québir de Chenu    | 2 650 m  | 1'16"2 |
| 1989  | Queila Gédé        | France | Gazon            | Roger Baudron         | Roger Baudron          | Ourasi             | Sabre d'Avril      | 2 650 m  | 1'16"7 |
| 1988  | Ourasi             | France | Greyhound        | Jean-René Gougeon     | Jean-René Gougeon      | Poroto             | Quito de Talonay   | 2 675 m  | 1'15"9 |
| 1987  | Pussy Cat          | France | Firstly          | Jean Raffin           | Jean Raffin            | Prince Royal       | Pontaubault        | 2 650 m  | 1'16"8 |
| 1986  | Ourasi             | France | Greyhound        | Jean-René Gougeon     | Jean-René Gougeon      | Pan de la Vaudère  | Oligo              | 2 675 m  | 1'16"7 |
| 1985  | Ourasi             | France | Greyhound        | Jean-René Gougeon     | Jean-René Gougeon      | Khali de Vrie      | Opprimé            | 2 650 m  | 1'17"5 |
| 1984  | Major de Brion     | France | Mitsouko         | Jean-Claude Hallais   | Jean-Claude Hallais    | Malouin            | Landoas            | 2 650 m  | 1'17"7 |
| 1983  | Khali de Vrie      | France | Quirinus III     | Roger Baudron         | Roger Baudron          | L'Alezan           | Lurabo             | 2 600 m  | 1'18"5 |
| 1982  | Lançon             | France | Toledo II        | Ali Hawas             | Ali Hawas              | Ianthin            | Kaiser Trot        | 2 600 m  | 1'17"9 |
| 1981  | Kisin              | France | Vallenay         | Léopold Verroken      | Léopold Verroken       | Kaiser Trot        | Katinka            | 2 600 m  | 1'18"8 |
| 1980  | Ianthin            | France | Vésuve T         | Paul Delanoé          | Marin Tribondeau       | Gadamès            | High Echelon       | 2 600 m  | 1'19"9 |
| 1979  | High Echelon       | France | Patara           | Jean-Pierre Dubois    | Jan Kruithof           | Gadamès            | Ejakval            | 2 600 m  | 1'19"7 |
| 1978  | Gamélia            | France | Hussard III      | Pierre-Léopold Marie  | Jean-Pierre Blot       | Gazon              | Grandpré           | 2 600 m  | 1'19"9 |
| 1977  | Grandpré           | France | Quouick JL       | Pierre-Désiré Allaire | Pierre-Désiré Allaire  | Écu de Retz        | Carlo d'Orsay      | 2 600 m  | 1'18"9 |
| 1976  | Bellino II         | France | Boum III         | Jean-René Gougeon     | Maurice Macheret       | Dauga              | Fakir du Vivier    | 2 625 m  | 1'19"1 |
| 1975  | Clissa             | France | Quioco           | Michel-Marcel Gougeon | Dominique de Bellaigue | Dimitria           | Chablis            | 2 600 m  | 1'18"7 |
| 1974  | Catharina          | France | Fandango         | Jean-Pierre Viel      | Jean-Pierre Viel       | Capri              | Casdar             | 2 625 m  | 1'19"9 |
| 1973  | Axius              | France | Le Postillon     | Gérard Mascle         | Gérard Mascle          | Arménie            | Véronique R        | 2 600 m  | 1'19"8 |
| 1972  | Véronique R        | France | Boum III         | Camille Bottoni       |                        | Une de Mai         | Buffet II          | 2 600 m  | 1'20"5 |
| 1971  | Vismie             | France | Nivôse           | François Ballière     |                        | Tony M             | Une de Mai         | 2 600 m  | 1'18"8 |
| 1970  | Une de Mai         | France | Kerjacques       | Jean-René Gougeon     | Jean-René Gougeon      | Toscan             | Tony M             | 2600 m   | 1'19"1 |
| 1969  | Upsalin            | France | Écusson          | Louis Sauvé           |                        | Toscan             | Tabriz             | 2 600 m  | 1'20"1 |
| 1968  | Toscan             | France | Kerjacques       | Michel-Marcel Gougeon |                        | Ténébreuse D       | Train Bloc         | 2 600 m  | 1'20"4 |
| 1967  | Quarina            | France | Kubler L         | Jean-René Gougeon     |                        | Rex Granchamp      | Tabriz             | 2 600 m  | 1'21"7 |
| 1966  | Quasipyl           | France | In Extremis      | Bernard Simonard      |                        | Quarina            | Royal Boy VT       | 2 600 m  | 1'19"5 |
| 1965  | Parguerrière D     | France | Hermès D         | R. Bouisson           |                        | Quasipyl           | Nisus B            | 2 600 m  | 1'19"6 |
| 1964  | Oscar RL           | France | Dubonnet         | Henri Levesque        | Henri Levesque         | Olten L            | Ohé St Urbain      | 2 600 m  | 1'20"2 |
| 1963  | Morlant D          | France | Quiroga II       | Hormann               |                        | Meiningen          | Minarelle H        | 2 600 m  | 1'20"  |
| 1962  | Lina               | France | Urf II           | Michel Roussel        |                        | Mio d'Amour        | Liva Volo          | 2 600 m  |        |
| 1961  | Masina             | France | Quinio           | François Brohier      |                        | Nicias Grandchamp  | Limelight II       | 2 600 m  | 1'18"7 |
| 1960  | Jocrisse           | France | Volontaire       | Charley Mills         |                        | Le Merlerault      | Lavandière III     | 2 600 m  | 1'22"8 |